# Duma vez por todas
Duma vez por todas è un film del 1987 diretto da Joaquim Leitão.

## Trama
Luís è annoiato della vita che conduce e stufo degli amici con cui esce, attratto da una giovane donna che vive nell'edificio di fronte le cui notti sono molto trafficate.